# App Store
Ап стор је Еплова платформа за дигиталну дистрибуцију апликација за оперативни систем iOS. Сервис дозвољава претрагу и преузимање апликација које су напреављене уз помоћ Епловог iOS SDK-а. Апликације се могу директно преузети на iOS уређај или на лични рачунар уз помоћ софтвера Ајтјунс.
Иако Епл предвиђа да ће Ап стор бити глобални производ, стварност је другачија — чак и Европској унији која има јединствено тржиште, свака земља има сопствени Ап стор. Корисници поседују налог, који је, у ствари, ограничен на државну припадност и ограничења на основу националног законодавства се примењују на сваки национални Ап стор. На пример, Апликације које су доступне на немачком Ап стору могу бити недоступне на француском и француски корисници неће моћи да преузму апликације са немачког Ап стора. Србија се налази на листи подржаних земаља у коме је Ап стор доступан од марта 2020.године.
Апликације на Ап стору су прављене за iOS уређаје, као што су ајфон и ајпад, и могу да користе одређене карактеристике ових уређаја као што су сензори за покрет за контролу игара и камеру за видео позиве. Апликације се могу преузети бесплатно или по одређеној цени коју постави програмер, а могу садржати куповину унутар апликације или огласе. Епл задржава 30 процената од свих прихода, док 70 процената добија издавач.